# Magnitude (sismologie)
Pour les articles homonymes, voir Magnitude.

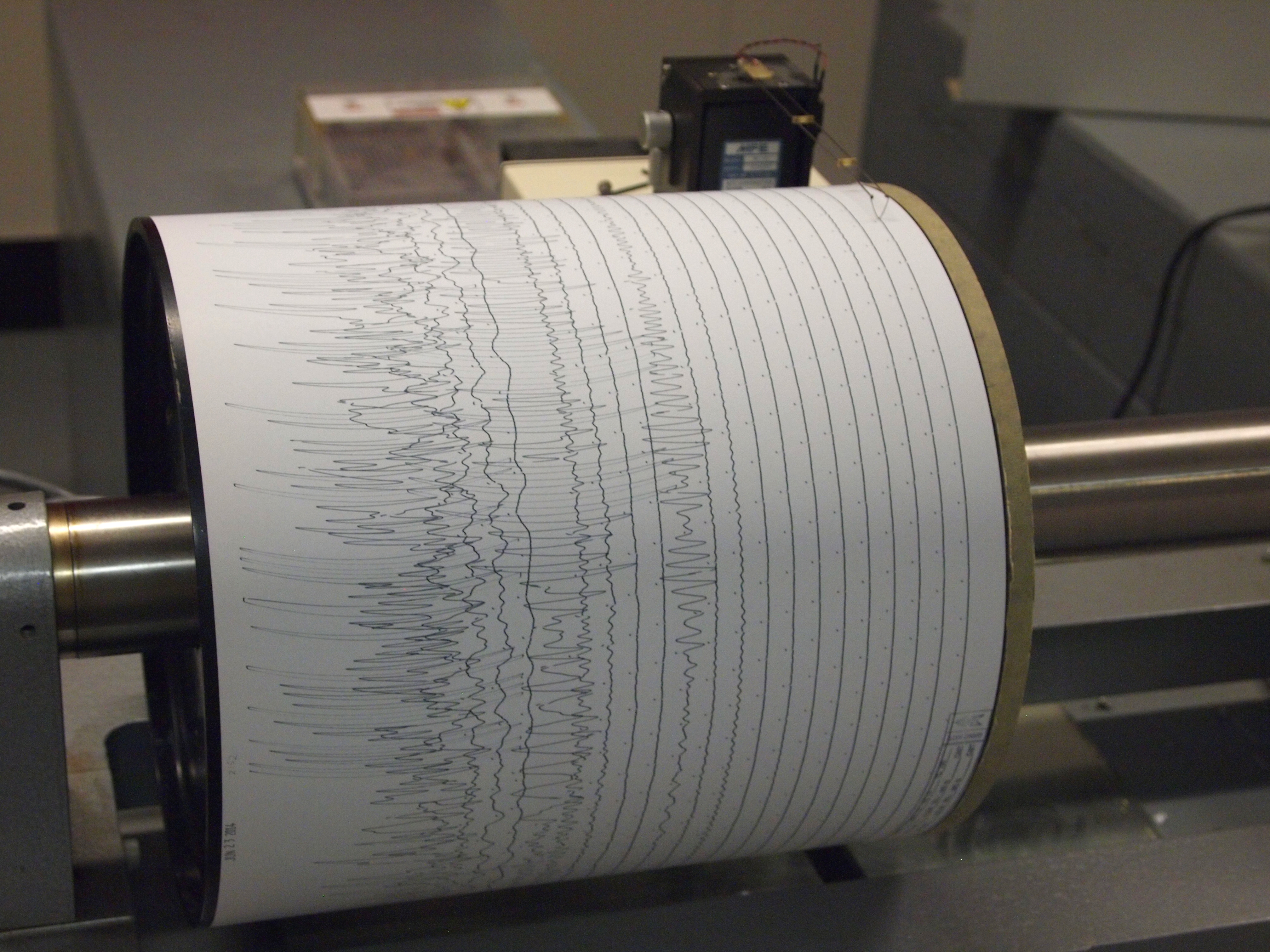
Sismogramme enregistré par un sismographe à l'Observatoire Weston dans le Massachusetts, aux États-Unis.

En sismologie, la magnitude est la représentation logarithmique du moment sismique, qui est lui-même une mesure de l'énergie libérée par un séisme et est déduite de l'amplitude de certaines ondes sismiques à des distances spécifiques (mesure de l'amplitude sur un sismogramme de l'onde P, de l'S ou encore des ondes de surface).
Plus le séisme libère d'énergie, plus la magnitude est élevée : un accroissement de magnitude de 1 correspond à une multiplication par 30 de l'énergie et par 10 de l'amplitude du mouvement.
Les médias emploient souvent les termes d'échelle de Richter ou d'échelle ouverte de Richter, mais ces termes sont impropres : l'échelle de Richter, stricto sensu, est une échelle locale, surtout adaptée aux tremblements de terre californiens. Les magnitudes habituellement citées de nos jours sont en fait des magnitudes de moment (notées Mw ou M).
La magnitude et l'intensité (comme l'échelle de Mercalli) sont les mesures de deux grandeurs différentes. L'intensité est une mesure des dommages causés par un tremblement de terre, dépendant de la distance entre l'observateur et le séisme, alors que la magnitude mesure l'énergie émise et correspond théoriquement à une seule valeur (en pratique plusieurs valeurs de magnitude légèrement différentes peuvent être citées, selon les données à partir desquelles les calculs sont réalisés). Il existe bien des relations entre l'intensité maximale ressentie et la magnitude, mais elles dépendent beaucoup du contexte géologique local et ces relations servent essentiellement à estimer la magnitude des tremblements de terre historiques (pour lesquels il n'y a pas eu de mesure de la magnitude).

## Différentes magnitudes
On distingue plusieurs types de magnitudes :
- l'échelle de Richter, ou magnitude locale, ML ;
- la magnitude mb calculée à partir des ondes de volume ;
- la magnitude MS calculée à partir des ondes de surface ;
- la magnitude de moment Mw ou M calibrée sur le moment sismique.

De nos jours, les magnitudes diffusées par les médias, en particulier en provenance de l'USGS (l'Institut d'études géologiques des États-Unis), sont des magnitudes du moment. L'emploi de l'expression « magnitude sur l'échelle de Richter » est impropre, notamment pour les séismes de large magnitude (supérieures à 6,5-7).

### Échelle de RichterML
La première estimation de la magnitude fut développée en 1935 par Charles Francis Richter pour classer les sismogrammes enregistrés localement en Californie. À l'origine cette échelle est la mesure de l'amplitude en micromètres sur un sismographe de type Wood-Anderson (en) d'un tremblement de terre se situant à 100 km. Cette mesure n'est fiable qu'à très courte distance et est maintenant appelée magnitude locale.
La magnitude dite de Richter est établie sur la mesure de l'amplitude maximale des ondes sismiques sur un sismogramme. La magnitude est définie comme le logarithme décimal de cette valeur. Cette définition très générale montre bien le caractère empirique de cette mesure qui dépend d'une part du type de sismomètre et d'autre part du type d'élaboration graphique utilisée pour la réalisation du sismogramme sur lequel se fait la mesure. Cette dernière est aussi très variable d'une station sismique à l'autre car la radiation sismique d'un séisme n'est pas homogène (voir mécanisme au foyer).
La définition originale donnée par Richter en 1935, appelée désormais magnitude locale ou ML, est une échelle logarithmique simple de la forme : {\displaystyle M_{L}=\log(A)-\log(A_{0})+c\times \log(\Delta )}
où {\displaystyle A} représente l'amplitude maximale mesurée sur le sismogramme, {\displaystyle A_{0}} est une amplitude de référence correspondant à un séisme de magnitude 0 à 100 km, {\displaystyle \Delta } est la distance épicentrale (km) et {\displaystyle c} est une constante d’étalonnage. Outre l'inhomogénéité de cette équation, marquant encore plus son caractère empirique, les constantes d’étalonnage ({\displaystyle A_{0}} et c) rendent cette définition valable seulement localement. Par exemple, dans la définition originale où l’étalonnage est effectué sur des séismes modérés de la Californie du Sud enregistrés avec un sismographe de type Wood-Anderson, {\displaystyle c=2{,}76} et {\displaystyle \log(A_{0})=2{,}48}.

### Magnitudes dites d'ondesmbetMS
L'échelle de Richter étant une mesure locale, une nouvelle magnitude appelée MS ou magnitude des ondes de surface, est introduite en 1936. Beno Gutenberg et Charles Richter proposent ainsi une magnitude qui se base sur l'amplitude des ondes de surface (en général l'onde de Rayleigh sur la composante verticale du sismogramme) pour des distances télésismiques (distance supérieure à 30°) et pour une période de 20 secondes (période naturelle des sismographes utilisés). Sa formulation s'apparente à la précédente
{\displaystyle M_{S}=\log(A_{20})+b+c\times \log(\Delta )}
où {\displaystyle A_{20}} est l'amplitude mesurée, {\displaystyle \Delta } est la distance épicentrale exprimée en degré, {\displaystyle b} et {\displaystyle c} sont des constantes d’étalonnage. Cette mesure est toujours utilisée aujourd'hui. Cependant, outre son caractère empirique et le problème de saturation (voir ci-dessous), elle a deux points faibles. Le premier est son inutilité pour les séismes profonds (profondeur supérieure à 100 km) qui ne génèrent pas d'ondes de surface. Le second problème vient du fait que les ondes de surface sont les derniers trains d'onde à arriver. Dans le cadre d'un réseau d'alerte, il est primordial de pouvoir estimer le plus rapidement possible la magnitude du séisme.
La magnitude des ondes de volume noté mb (b pour « body waves ») est donc une mesure, introduite en 1956, qui se fait sur le premier train d'onde P et permet une estimation rapide de l'importance du séisme. Sa formulation est dépendante de la période dominante {\displaystyle T} du signal : {\displaystyle m_{b}=\log(A/T)+Q(\Delta ,h)} où {\displaystyle A} est l'amplitude maximale mesurée, {\displaystyle \Delta } est la distance épicentrale (toujours en degré) et {\displaystyle h} est la profondeur hypocentrale. {\displaystyle Q} est une fonction d’étalonnage dépendant des deux précédents paramètres. En général la période dominante {\displaystyle T} est autour d'une seconde, période minimum des ondes P pour des distances télésismiques ({\displaystyle \Delta >30^{o}}). Une fois de plus, le problème de cette mesure est sa saturation rapide avec la magnitude.
D'autres magnitudes sont employées, surtout à l'échelle locale ou régionale. La magnitude de durée est souvent utilisée pour la micro sismicité et s'obtient comme son nom l'indique en mesurant la durée en seconde du signal sur le sismogramme. Une littérature abondante existe sur les régressions entre ces différentes mesures afin d'essayer de créer des relations de passage de l'une à l'autre. Ceci est toujours un exercice difficile. La disparité de ces mesures, qu'elle soit due au type d'onde, au type de capteur et à sa fréquence propre, à la distance, au type de magnitude utilisé, explique assez facilement la grande variabilité de la mesure de la magnitude d'un séisme dans les heures qui suivent son occurrence.

### Magnitude de momentMwouM
Pour pallier les limitations des magnitudes mb et MS, Hiroo Kanamori et Thomas Hanks introduisent en 1977 et 1979 une nouvelle magnitude, la magnitude de moment. Bien que moins immédiate à estimer, cette magnitude est directement reliée à une quantité physique, le moment sismique, qui mesure l'énergie émise par le tremblement de terre. Cette magnitude a pour acronyme Mw ou M. Elle est la plus employée de nos jours par les scientifiques.

## Saturation de la magnitude
Le principal problème de l'échelle de Richter ML et des magnitudes mb et MS est celui de la saturation. Ce phénomène est associé à la période à laquelle s'effectue la mesure. Il est impératif que cette mesure soit faite à une période qui soit supérieure à la durée d'émission de la source sismique. Or pour les grands séismes, ce temps peut être très long. Le cas extrême est celui du tremblement de terre de Sumatra de 2004 où l'émission de la source a duré au moins 600 secondes.
Si on considère :
- la relation simplifiée du moment sismique M0 avec la longueur de la faille L en kilomètres : M0 = 2,5×1015 L3 ;
- une vitesse de rupture sur la faille de l'ordre de 3 km s−1 ;
- la relation entre moment et magnitude (voir moment sismique),

alors une durée d'émission de 1 s correspond à une magnitude 4,6 et une durée d'émission de 20 s correspond à une magnitude 7,2. Donc toute mesure de magnitude avec mb (mesurée sur les ondes P) commence à être sous-estimée au-dessus d'une magnitude 4,6 et il en va de même pour MS pour des séismes de magnitude supérieure à 7,2.
Ce problème de saturation a été mis en évidence durant l'estimation de la magnitude du tremblement de terre du Chili de 1960, magnitude dépassant 9,0. La magnitude de moment a donc été créée pour pallier cette difficulté. Cependant, l'estimation des très grandes magnitudes pose un problème. Le séisme de Sumatra de 2004 a mis aussi en difficulté les méthodes qui calculent le moment sismique et donc la magnitude. La durée de la source très longue oblige à considérer des signaux à très basses fréquences. Une estimation de la magnitude a été donc faite à partir du mode propre le plus grave de la terre (0S2 - période de 53,9 min). Cette estimation (moment sismique de 6,5 × 1022 N m correspondant à une magnitude de 9,15) a une incertitude d'un facteur 2, due principalement à la complexité et à la dimension de la source sismique.

## Fréquence et effets
L'échelle étant le logarithme d'une amplitude, elle est ouverte et sans limite supérieure ni inférieure (la magnitude des plus petits séismes peut être négative). Dans la pratique, les séismes de magnitude 9,0 sont exceptionnels et les effets des magnitudes supérieures ne sont plus décrits séparément. Le séisme le plus puissant mesuré, atteignant la valeur de 9,5, fut celui de 1960 au Chili.
| Description | Magnitude de moment | Effets | Fréquence moyenne à l'échelle du Globe |
| ----------- | ------------------- | --- | -------------------------------------- |
| Micro       | moins de 1,9        | Micro tremblement de terre, non ressenti. | 8 000 par jour                         |
| Très mineur | 2,0 à 2,9           | Généralement non ressenti mais détecté/enregistré. | 1 000 par jour                         |
| Mineur      | 3,0 à 3,9           | Souvent ressenti sans causer de dommages. | 50 000 par an                          |
| Léger       | 4,0 à 4,9           | Secousses notables d'objets à l'intérieur des maisons, bruits d'entrechoquement. Les dommages restent très légers.                                                                       | 6 000 par an                           |
| Modéré      | 5,0 à 5,9           | Peut causer des dommages significatifs à des édifices mal conçus dans des zones restreintes. Pas de dommages aux édifices bien construits.                                               | 800 par an                             |
| Fort        | 6,0 à 6,9           | Peut provoquer des dommages sérieux sur plusieurs dizaines de kilomètres. Seuls les édifices adaptés résistent près du centre.                                                           | 120 par an                             |
| Très fort   | 7,0 à 7,9           | Peut provoquer des dommages sévères dans de vastes zones ; tous les édifices sont touchés près du centre.                                                                                | 18 par an                              |
| Majeur      | 8,0 à 8,9           | Peut causer des dommages très sévères dans des zones à des centaines de kilomètres à la ronde. Dommages majeurs sur tous les édifices, y compris à des dizaines de kilomètres du centre. | 1 par an                               |
| Dévastateur | 9,0 et plus         | Dévaste des zones sur des centaines de kilomètres à la ronde. Dommages sur plus de 1 000 kilomètres à la ronde.                                                                          | 1 à 5 par siècle                       |

Pour un site donné, la distribution des séismes suit une loi de Gutenberg-Richter.